# Вікторівка (Запорізький район)
Ві́кторівка —  село в Україні, у Новомиколаївській селищній громаді Запорізького району Запорізької області. Населення становить 102 осіб. До 2020 орган місцевого самоврядування - Терсянська сільська рада.

## Географія
Село Вікторівка знаходиться на лівому березі річки Верхня Терса, вище за течією на відстані 3,5 км розташоване село Кринівка, нижче за течією на відстані 2,5 км розташоване село Нововікторівка, на протилежному березі - село Тернівка.

## Історія
7 (20) листопада 1917 року, відповідно до Третього Універсалу Української Центральної Ради, увійшло до складу Української Народної Республіки.
12 червня 2020 року, відповідно до Розпорядження Кабінету Міністрів України від № 713-р «Про визначення адміністративних центрів та затвердження територій територіальних громад Запорізької області», увійшло до складу Новомиколаївської селищної громади.
19 липня 2020 року, в результаті адміністративно-територіальної реформи та ліквідації Новомиколаївського району, село увійшло до складу Запорізького району.

## Населення

### Мова
Розподіл населення за рідною мовою за даними перепису 2001 року:
| Мова       | Кількість | Відсоток |
| ---------- | --------- | -------- |
| українська | 77        | 75.49%   |
| російська  | 25        | 24.51%   |
| Усього     | 102       | 100%     |